# 1978-as labdarúgó-világbajnokság-selejtező (CONMEBOL)
Az 1978-as labdarúgó-világbajnokság selejtezőjének CONMEBOL-zónájában összesen 10 nemzet harcolhatta ki a világbajnoki részvételt. Argentína rendezőként automatikusan kijutott a világbajnokságra, így a fennmaradó 2,5 helyért 9 ország válogatottja versenyzett. A 9 csapatot három 3 tagú csoportra osztották, ahol oda-visszavágós rendszerben, hazai pályán és idegenben egyaránt megmérkőztek egymással. A három csoportgyőztes bejutott a második fordulóba, ahol egy alkalommal semleges pályán mindhárom csapat játszott egymás ellen. Az első két helyezett kijutott az 1978-as világbajnokságra, míg a harmadik helyen végző csapat interkontinentális pótselejtezőt játszott. 

## Első forduló

### 1. csoport
| Hely. | Csapat   | M | Gy | D | V | G+ | G– | Gk | P | Továbbjutás                   |     | Brazília | Paraguay | Kolumbia |
| ----- | -------- | - | -- | - | - | -- | -- | -- | - | ----------------------------- | --- | -------- | -------- | -------- |
| 1.    | Brazília | 4 | 2  | 2 | 0 | 8  | 1  | +7 | 6 | Bejutott az második fordulóba |     | —        | 1–1      | 6–0      |
| 2.    | Paraguay | 4 | 1  | 2 | 1 | 3  | 3  | 0  | 4 |                               |     | 0–1      | —        | 1–1      |
| 3.    | Kolumbia | 4 | 0  | 2 | 2 | 1  | 8  | −7 | 2 |                               | 0–0 | 0–1      | —        |          |

| 1977. február 20. |

| Kolumbia | 0–0         | Brazília |
| -------- | ----------- | -------- |
|          | Jegyzőkönyv |          |

| Estadio El Campín, Bogotá Nézőszám: 55 439 Játékvezető: Miguel Comesaña (argentin) |

| 1977. február 24. |

| Kolumbia | 0–1         | Paraguay |
| -------- | ----------- | -------- |
|          | Jegyzőkönyv | Jara 26' |

| Estadio El Campín, Bogotá Nézőszám: 45 838 Játékvezető: Orozco Guerrero (perui) |

| 1977. március 6. |

| Paraguay | 1–1         | Kolumbia     |
| -------- | ----------- | ------------ |
| Jara 90' | Jegyzőkönyv | Vilarete 58' |

| Estadio Defensores del Chaco, Asunción Nézőszám: 30 154 Játékvezető: Cerullo Giuliano (uruguayi) |

| 1977. március 9. |

| Brazília                                               | 6–0         | Kolumbia |
| ------------------------------------------------------ | ----------- | -------- |
| Roberto 15' 31' Zico 25' Marinho 41' 55' Rivellino 85' | Jegyzőkönyv |          |

| Maracanã Stadion, Rio de Janeiro Nézőszám: 132 764 Játékvezető: Ángel Coerezza (argentin) |

| 1977. március 13. |

| Paraguay | 0–1         | Brazília            |
| -------- | ----------- | ------------------- |
|          | Jegyzőkönyv | Insfrán 59' (öngól) |

| Estadio Defensores del Chaco, Asunción Nézőszám: 40 490 Játékvezető: Luis Pestarino (argentin) |

| 1977. március 20. |

| Brazília              | 1–1         | Paraguay |
| --------------------- | ----------- | -------- |
| Roberto 6' (11-esből) | Jegyzőkönyv | Báez 54' |

| Maracanã Stadion, Rio de Janeiro Nézőszám: 94 947 Játékvezető: Ramón Barreto (uruguayi) |

### 2. csoport
| Hely. | Csapat    | M | Gy | D | V | G+ | G– | Gk | P |                               |     | Bolívia | Uruguay | Venezuela |
| ----- | --------- | - | -- | - | - | -- | -- | -- | - | ----------------------------- | --- | ------- | ------- | --------- |
| 1.    | Bolívia   | 4 | 3  | 1 | 0 | 8  | 3  | +5 | 7 | Bejutott az második fordulóba |     | —       | 1–0     | 2–0       |
| 2.    | Uruguay   | 4 | 1  | 2 | 1 | 5  | 4  | +1 | 4 |                               |     | 2–2     | —       | 2–0       |
| 3.    | Venezuela | 4 | 0  | 1 | 3 | 2  | 8  | −6 | 1 |                               | 1–3 | 1–1     | —       |           |

| 1977. február 9. |

| Venezuela  | 1–1         | Uruguay     |
| ---------- | ----------- | ----------- |
| Flores 88' | Jegyzőkönyv | Oliveira 5' |

| Brigido Iriarte, Caracas Nézőszám: 5000 Játékvezető: Guillermo Velasquez (kolumbiai) |

| 1977. február 27. |

| Bolívia     | 1–0         | Uruguay |
| ----------- | ----------- | ------- |
| Jiménez 48' | Jegyzőkönyv |         |

| Estadio Libertador Simón Bolívar, La Paz Nézőszám: 20 306 Játékvezető: Romualdo Arppi Filho (brazil) |

| 1977. március 6. |

| Venezuela   | 1–3         | Bolívia                          |
| ----------- | ----------- | -------------------------------- |
| Iriarte 86' | Jegyzőkönyv | Mezza 5' Jiménez 76' Aguilar 80' |

| Brigido Iriarte, Caracas Nézőszám: 5034 Játékvezető: Silvagno Cavanna (chilei) |

| 1977. március 13. |

| Bolívia                  | 2–0         | Venezuela |
| ------------------------ | ----------- | --------- |
| Jiménez 17' Aragonés 53' | Jegyzőkönyv |           |

| Estadio Libertador Simón Bolívar, La Paz Nézőszám: 21 217 Játékvezető: Peréz Nuñez (perui) |

| 1977. március 17. |

| Uruguay         | 2–0         | Venezuela |
| --------------- | ----------- | --------- |
| Pizzani 11' 83' | Jegyzőkönyv |           |

| Estadio Centenario, Montevideo Nézőszám: 4383 Játékvezető: Armando Marques (brazil) |

| 1977. március 27. |

| Uruguay         | 2–2         | Bolívia         |
| --------------- | ----------- | --------------- |
| Pereyra 23' 49' | Jegyzőkönyv | Aguilar 25' 59' |

| Estadio Centenario, Montevideo Nézőszám: 7477 Játékvezető: Arturo Ithurralde (argentin) |

### 3. csoport
| Hely. | Csapat  | M | Gy | D | V | G+ | G– | Gk | P |                               |     | Peru | Chile | Ecuador |
| ----- | ------- | - | -- | - | - | -- | -- | -- | - | ----------------------------- | --- | ---- | ----- | ------- |
| 1.    | Peru    | 4 | 2  | 2 | 0 | 8  | 1  | +7 | 6 | Bejutott az második fordulóba |     | —    | 2–0   | 4–0     |
| 2.    | Chile   | 4 | 1  | 2 | 1 | 3  | 3  | 0  | 4 |                               |     | 1–1  | —     | 3–0     |
| 3.    | Ecuador | 4 | 0  | 2 | 2 | 1  | 8  | −7 | 2 |                               | 1–1 | 0–1  | —     |         |

| 1977. február 20. |

| Ecuador        | 1–1         | Peru        |
| -------------- | ----------- | ----------- |
| Paz y Miño 81' | Jegyzőkönyv | Oblitas 43' |

| Olímpico Atahualpa, Quito Nézőszám: 39 576 Játékvezető: Agomar Martins (brazil) |

| 1977. február 27. |

| Ecuador | 0–1         | Chile      |
| ------- | ----------- | ---------- |
|         | Jegyzőkönyv | Gamboa 33' |

| Estadio Modelo Alberto Spencer Herrera, Guayaquil Nézőszám: 51 200 Játékvezető: Jorge Romero (argentin) |

| 1977. március 6. |

| Chile       | 1–1         | Peru        |
| ----------- | ----------- | ----------- |
| Ahumada 42' | Jegyzőkönyv | Muñante 70' |

| Estadio Nacional, Santiago Nézőszám: 67 983 Játékvezető: Faville Neto (brazil) |

| 1977. március 12. |

| Peru                                         | 4–0         | Ecuador |
| -------------------------------------------- | ----------- | ------- |
| José Velásquez 19' Oblitas 48' 50' Luces 63' | Jegyzőkönyv |         |

| Estadio Nacional, Lima Nézőszám: 43 319 Játékvezető: Luis Barrancos (bolíviai) |

| 1977. március 20. |

| Chile                       | 3–0         | Ecuador |
| --------------------------- | ----------- | ------- |
| Figueroa 29' 55' Castro 40' | Jegyzőkönyv |         |

| Estadio Nacional, Santiago Nézőszám: 15 571 Játékvezető: Vicente Llobregat (venezuelai) |

| 1977. március 26. |

| Peru                  | 2–0         | Chile |
| --------------------- | ----------- | ----- |
| Sotil 49' Oblitas 54' | Jegyzőkönyv |       |

| Estadio Nacional, Lima Nézőszám: 62 000 Játékvezető: Arnaldo Coelho (brazil) |

## Második forduló
| Hely. | Csapat   | M | Gy | D | V | G+ | G– | Gk  | P |                                      |
| ----- | -------- | - | -- | - | - | -- | -- | --- | - | ------------------------------------ |
| 1.    | Brazília | 2 | 2  | 0 | 0 | 9  | 0  | +9  | 4 | Kijutott az 1978-as világbajnokságra |
| 2.    | Peru     | 2 | 1  | 0 | 1 | 5  | 1  | +4  | 2 | Kijutott az 1978-as világbajnokságra |
| 3.    | Bolívia  | 2 | 0  | 0 | 2 | 0  | 13 | −13 | 0 | Interkontinetális pótselejtező       |

| 1977. július 10. |

| Brazília | 1–0         | Peru |
| -------- | ----------- | ---- |
| Gil 53'  | Jegyzőkönyv |      |

| Estadio Olímpico Pascual Guerrero, Cali Nézőszám: 50 345 Játékvezető: Miguel Comesaña (argentin) |

| 1977. július 14. |

| Brazília                                                                  | 8–0         | Bolívia |
| ------------------------------------------------------------------------- | ----------- | ------- |
| Zico 5' 10' 27' (11-esből) 60' Roberto 22' Gil 54' Cerezo 70' Marcelo 89' | Jegyzőkönyv |         |

| Estadio Olímpico Pascual Guerrero, Cali Nézőszám: 38 037 Játékvezető: Silvagno Cavanna (chilei) |

| 1977. július 17. |

| Peru                                              | 5–0         | Bolívia |
| ------------------------------------------------- | ----------- | ------- |
| Cubillas 31' 44' José Velásquez 65' 89' Rojas 74' | Jegyzőkönyv |         |

| Estadio Olímpico Pascual Guerrero, Cali Nézőszám: 31 511 Játékvezető: Ramón Barreto (uruguayi) |

## Kijutott csapatok
Az alábbi három csapat jutott ki a CONMEBOL-zónából az 1978-as labdarúgó-világbajnokságra.
| Csapat    | Kijutás                   | Kijutás dátuma   | Korábbi részvételek a világbajnokságon1                                  |
| --------- | ------------------------- | ---------------- | ------------------------------------------------------------------------ |
| Argentína | Rendező                   | 1966. július 6.  | 6 (1930, 1934, 1958, 1962, 1966, 1974)                                   |
| Brazília  | 2. forduló győztese       | 1977. július 14. | 10 (összes) (1930, 1934, 1938, 1950, 1954, 1958, 1962, 1966, 1970, 1974) |
| Peru      | 2. forduló 2. helyezettje | 1977. július 17. | 2 (1930, 1970)                                                           |

1 Félkövérrel az adott év világbajnokai vannak jelölve. Dőlt betűvel az adott év rendezői kerültek feltüntetésre.